# Leopard
Leopard (znanstveno ime Panthera pardus) je velika mačka, ki živi v Afriki južno od Sahare in v južni Aziji (indijski leopard). Najraje živi v gozdnatih pokrajinah, znajde pa se tudi v drugih življenjskih okoljih - polpuščave in področja z malo vegetacije takoj pod snežno mejo.
Barva njegove kože lahko variira od svetlo rumene do črne. Z značilnimi varovalnimi barvami se prilagaja okolju, hkrati pa ima zelo izostrene čute. Zato je izreden lovec, hkrati pa ga je skoraj nemogoče odkriti. Dolg je od 1 do 2 metra, tehta pa 37–90 kg. Poje vse, od hroščev govnačev do velikih rastlinojedov, ki so večji od njega. Samica po treh mesecih skoti dva mladiča.

## Črni panter
Črni panter je skupno ime za črno (melanistično) barvno varianto katerokoli od številnih primerkov vrste mačk. V zoološkem smislu je izraz panter sinonim za »veliko mačko«. Ime vrste Panthera je klasifikacijska kategorija, ki vsebuje mnoge vrste mačk, vključno z levom, tigrom, leopardom in jaguarjem. V Severni Ameriki se izraz panter uporablja za poimenovanje kuguarja (podvrsta Pume), medtem ko v latinski Ameriki običajno pomeni jaguar. Drugod po svetu se nanaša na leoparda.
Med razlikovanjem vrst iz rodov Panthera in Leopardus lahko pride do zmede. Prvotno so med panterje spadali primerki mačk z relativno dolgim repom (rod Panthera, ki vključuje leoparda), ostali pa so spadali med leoparde (rod Leopardus, ki, ironično, ne vsebuje leoparda). Pogosto si napačno predstavljamo, da izraz panter nujno zaznamuje črno mačko. Pravzaprav je panter lahko pikčast (npr. pikčasti leopard in pikčasti jaguar), čreslovinaste barve (npr. puma ali kuguar), bel ali črn.
Melanizem je najbolj pogost pri jaguarju (Panthera onca), kjer ga nosi dominanten alelomorf (vrsta gena) in pri leopardu (Panthera pardus), kjer se pojavlja zaradi prikritega alelomorfa. Natančen pregled katere od teh črnih mačk bo pokazal, da so tipični znaki še vedno prisotni, vendar so skriti zaradi obilja črnega pigmenta, melanina. Melanistični in nemelanistični posamezniki so lahko iz istega legla. Pri vrstah, ki večinoma lovijo ponoči, to stanje ni škodljivo. Albino posamezniki teh treh vrst so znani kot beli panterji. 
Biologi domnevajo, da melanizem daje selektivno prednost v določenih pogojih, pri katerih se pogosteje pojavlja, npr. v gostih gozdovih, kjer je manj svetlobe. Nedavne predhodne študije omenjajo, da je melanizem lahko povezan s koristnimi mutacijami v imunskem sistemu.

#### Melanistični leopardi
Melanistični leopardi so najpogostejša oblika črnih panterjev v ujetništvu. Deseletja so bili selektivno rejeni v živalskih vrtih in eksotičnih trgovinah z živalmi. Črni leopardi so manjši in šibkejše postave kot njihovi sorodniki z običajnim pigmentom kože. Pikčast vzorec na črnih leopardih je še zmeraj viden, predvsem iz nekaterih zornih kotov, pri katerih spominja na potiskano svilo. Barva kože je mešanica modre, črne, sive in vijolične z ornamenti. Črni leopardi so zmožni uloviti in ubiti plen, ki je več kot 610 kg težji od njih, vendar se to redko zgodi, zaradi močne konkurence tigrov in levov.